# Zabrotes sylvestris
Zabrotes sylvestris là một loài bọ cánh cứng trong họ Bruchidae. Loài này được Romero & Johnson miêu tả khoa học năm 1999.